# منتوس
منتوس (انگلیسی: Mentos) یک فراورده قندی در طعم‌های مختلف به‌ویژه نعناع با ظاهر کره‌وار است.

## طعم‌ها
‏Mentos در چندین طعم از جمله نعناع، میوه مخلوط، کولا، آدامس حباب دار، و در یک مجموعه ای از پرتقال، توت فرنگی و لیمو. منتوس برای اولین بار به عنوان یک شیرین بیان ظاهر شد شیرینی که هنوز هم می‌توان آن را در هلند به عنوان «دراپ منتوس» بیاد آورد. طعم‌های جدید در ابتدا در هلند به بازار عرضه شد و سپس در سراسر اروپا؛ با این حال اخیرا بیشتر طعم‌ها در سراسر جهان در دسترس میباشد.
طعم‌های دیگر عبارتند از: سیب سبز، دارچین، توت فرنگی، میوه مخلوط (که حاوی ترکیبی از طعم گیلاس، توت فرنگی، پرتقال و لیمو) انگور، سبز زمستانی، گریپ فروت، هلو، آلو، نعناع، ماست توت فرنگی، ماست لیمو، آناناس (کاج تازه)، سیب قرمز، توت و دو عدد نسخه‌های منتوس با طعم شیرین بیان سیاه. دو انواع طعم نعناع، معروف به "منتوس Strong" و "Air Action Mentos" در هلند همچنین در هلند موجود است بسته ویژه ۴ بسته، حاوی طعم نعناع، میوه، مخلوط توت، توت فرنگی، موز، گیلاس و پرتقال انبه. دو نوع طعم نعناع هستند همچنین در چین فروخته می‌شود که به "نعناع" و "قوی" معروف است نعناع". و خامه)، کرم توت فرنگی و موز، و موز خامه در آسیا نیز به بازار عرضه می‌شود.
اخیرا آدامس های منتوس نیز به بازار عرضه شده وهمانند شکلاتها طعم های فراوانی دارد.